# Callidula nenia
Callidula nenia es una polilla de la familia Callidulidae. Fue descrito por primera vez en 1888 por Herbert Druce. Se encuentra en las Islas Salomón.